# Armenië op het Eurovisiesongfestival 2025
Armenië neemt deel aan het Eurovisiesongfestival 2025 in Zwitserland. ARMTV is verantwoordelijk voor de Armeense bijdrage voor de editie van 2025.

## Selectieprocedure
Voor het eerst sinds 2018 wordt terug voor de nationale finale Depi Evratesil gekozen. De selectie bestaat uit één nationale finale dat plaatsvindt in Karen Demirchiancomplex in Jerevan. Op 6 december 2024 konden kandidaten zich aanmelden bij de ARMTV. Dit tot 10 januari 2025. Als regel geldt dat alle deelnemers van Armeense afkomst moeten zijn, terwijl de liedjesschrijvers ook uit andere landen mochten komen. Op 6 februari 2025 werden er 12 finalisten gekozen. 

## Depi Evratesil 2025

### Finale
|           | Artiest                    | Lied                 | Jury      | Jury | Televoting | Totaal | Plaats |
| Internat. | Artiest                    | Lied                 | Nationaal |      | Televoting | Totaal | Plaats |
| --------- | -------------------------- | -------------------- | --------- | ---- | ---------- | ------ | ------ |
| 1         | Parg                       | "Survivor"           | 62        | 68   | 84         | 214    | 1      |
| 2         | Sevagir                    | "Falling"            | 15        | 20   | 0          | 35     | 12     |
| 3         | Anahit Adamyan             | "Tiny Little Boo"    | 32        | 29   | 35         | 96     | 5      |
| 4         | Mels                       | "Losing"             | 25        | 38   | 28         | 91     | 6      |
| 5         | Simon                      | "Ay paparey bye"     | 76        | 72   | 49         | 197    | 2      |
| 6         | Flora Bichakhchyan         | "Prayer"             | 32        | 22   | 21         | 75     | 8      |
| 7         | Gevorg Harutyunyan         | "Hey Man"            | 20        | 16   | 42         | 78     | 7      |
| 8         | Altsight                   | "Dare to Dream"      | 29        | 12   | 263        | 41     | 11     |
| 9         | Anahit Hakobyan en Gasoiia | "Wild"               | 25        | 34   | 56         | 115    | 4      |
| 10        | Arsen ft. Kamil            | "Will You Marry Me?" | 11        | 24   | 7          | 42     | 9      |
| 11        | Milena Mirijanyan          | "Romantic Net"       | 19        | 9    | 14         | 42     | 9      |
| 12        | Athena Manoukian           | "Daqueenation"       | 60        | 62   | 70         | 192    | 3      |

## In Bazel
Armenië trad op in de 2e halve finale als vijfde. Het land eindigde 10e met 51 punten en kon zich plaatsen voor de finale. In de finale kregen ze 42 punten van de jury en 30 van de televoting. Zo eindigden ze met een totaal van 72 punten op de 20e plaats.

#### Punten gegeven door Armenië
| Score     | 2e halve finale |             | Finale      | Finale |
| Score     | Televoting      | Vakjury     | Televoting  |        |
| 12 punten | Griekenland     | Frankrijk   | Estland     |        |
| 10 punten | Georgië         | Finland     | Frankrijk   |        |
| 8 punten  | Oostenrijk      | Oostenrijk  | Griekenland |        |
| 7 punten  | Malta           | Zwitserland | Oostenrijk  |        |
| 6 punten  | Finland         | Zweden      | Zweden      |        |
| 5 punten  | Tsjechië        | Malta       | Duitsland   |        |
| 4 punten  | Letland         | Oekraïne    | Noorwegen   |        |
| 3 punten  | Denemarken      | Nederland   | Albanië     |        |
| 2 punten  | Israël          | Estland     | Nederland   |        |
| 1 punt    | Litouwen        | Letland     | Finland     |        |

2006 · 2007 · 2008 · 2009 · 2010 · 2011 · 2012 · 2013 · 2014 · 2015 · 2016 · 2017 · 2018 · 2019 · 2020-2021 · 2022 · 2023 · 2024 · 2025
Albanië · Armenië · Australië · Azerbeidzjan · België · Cyprus · Denemarken · Duitsland · Estland · Finland · Frankrijk · Georgië · Griekenland · Ierland · IJsland · Israël · Italië · Kroatië · Letland · Litouwen · Luxemburg · Malta · Montenegro · Nederland · Noorwegen · Oekraïne · Oostenrijk · Polen · Portugal · San Marino · Servië · Slovenië · Spanje · Tsjechië · Verenigd Koninkrijk · Zweden · Zwitserland